# Adam Schiff

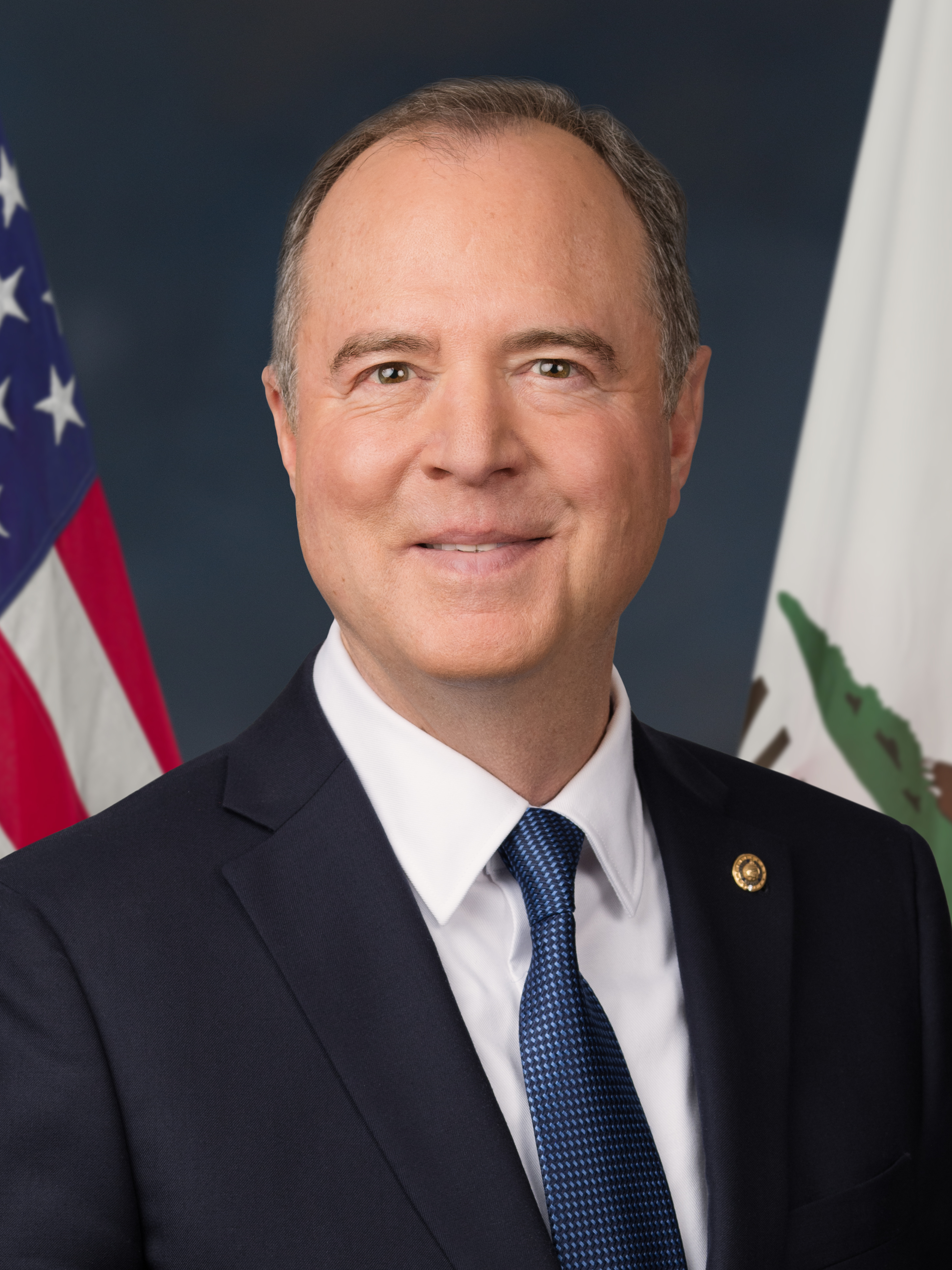
Schiff in 2025

Adam Bennett Schiff (Framingham, 22 juni 1960) is een Amerikaans jurist en politicus van de Democratische Partij.

## Levensloop
Schiff was na zijn rechtenstudie aan de Stanford University en de Harvard University werkzaam als advocaat.
Van 1996 tot 2001 was hij lid van de Senaat van Californië.
Tijdens de verkiezing voor het Huis van Afgevaardigden in 2000 versloeg Schiff de zittende Republikeinse afgevaardigde James E. Rogan en nam hij in januari 2001 zitting in het federale Congres. Sindsdien werd hij bij de elke twee jaar volgende verkiezingen herkozen in het Huis, vaak bij gebreke aan serieuze tegenkandidaten. Tijdens de tussentijdse Congresverkiezing van 6 november 2018 werd hij weer herkozen. Hij vertegenwoordigde als lid van het Huis van Afgevaardigden vanaf 2001 het 29ste en sinds 2013 het 28ste Congresdistrict van Californië.
Schiff is lid van de Juridische Commissie en de Selectiecommissie voor Inlichtingendiensten van het Huis van Afgevaardigden. Als prominent partijlid speelde Schiff een belangrijke rol in de onderzoeken naar de mogelijke samenwerking van het campagneteam van Donald Trump en Russische autoriteiten om de presidentsverkiezing van 2016 te beïnvloeden.
Nadat de Democratische Partij op 6 november 2018 de meerderheid in het Huis van afgevaardigden had veroverd, werd Schiff voorzitter van de Inlichtingencommissie van het Huis van Afgevaardigden en kreeg hij de leiding over de onderzoeken naar de vermeende connectie van de Trump-campagne met Rusland. In november 2019 leidde hij in die capaciteit het onderzoek in de afzettingsprocedure tegen president Trump in verband met vermeende omkoping/machtsmisbruik om in Oekraïne strafrechtelijk onderzoek tegen zijn politieke tegenstander voormalig vicepresident Joe Biden en zijn zoon af te dwingen.

### Huis van Afgevaardigden (2001-2024)
Congreslid Schiff hield of houdt zich als parlementariër intensief bezig met onder andere:
- de invasie in Irak in 2003
- de erkenning van de Armeense genocide
- hervorming van de financiering van verkiezingscampagnes;
- het terugdringen van helikopterlawaai in de regio Los Angeles[1]
- de hervorming van het inlichtingenwerk en versterking van de beveiligingsdiensten[2]
- de aanval op het Amerikaanse consulaat in Benghazi op 11 september 2012
- de persvrijheid
- de door Saoedi-Arabië geleide interventie in Jemen
- de bestrijding van IS
- de dreiging van het regime van Noord-Korea

### Vermeende connectie Trumpcampagne met Rusland
Op 2 april 2017 verscheen Schiff, als prominent lid van de Selectiecommissie voor de Inlichtingendiensten van het Huis, belast met het onderzoek naar Russische inmenging in de presidentsverkiezingen in 2016, in het CNN-programma State of the Union. Tijdens het breedvoerige interview spraken Schiff en host Jake Tapper over het verzoek van Michael Flynn om immuniteit, Schiffs en Devin Nunes' gescheiden raadplegen van Witte Huis-documenten, Trumps beschuldigingen over het afluisteren van telefoons in de Trump Tower en Nunes' klaarblijkelijk nauwe band met de regering-Trump.

Tapper vroeg Schiff of er bewijs was van samenzwering tussen Donald Trump en Rusland. 
Schiff: "Ik denk niet dat wij iets definitief kunnen zeggen over dit punt. We zijn nog in een heel vroeg stadium van het onderzoek. Het enige dat ik kan zeggen is dat het onverantwoordelijk voor ons zou zijn om dit niet tot op de bodem uit te zoeken".
Tapper: "Denkt u dat voorzitter Nunes meewerkte aan een poging om de onbewezen telefoontap-claim van de president op de een of andere manier staande te houden."

Schiff: "Het is zeker een poging om af te leiden en de oorsprong van de materie en de hand van het Witte Huis te verbergen. De kwestie is, natuurlijk, waarom? En ik denk dat het antwoord op de vraag is dat deze poging om het Congres in andere richting te manoeuvreren, in wezen zeggen wil, kijk niet naar mij, kijk niet naar Rusland, er is naar niets te  zien". 
Enkele dagen later verschoonde Nunes zichzelf als leider van het onderzoeksteam, terwijl de Ethische Commissie van het Huis onderzoek deed naar de vraag of hij vertrouwelijke informatie had onthuld.
Op 23 juli 2017 verklaarde Schiff in het programma Meet the Press: "Uiteindelijk moeten wij vaststellen dat onze president niet in zijn eigen persoonlijke belang opereert en ook niet omdat hij bezorgd is vanwege wat de Russen over hem zouden kunnen hebben. Het is nu eenmaal het belangrijkste wat hij in het beste Amerikaanse belang doet. Het feit dat wij daar vragen bij zetten is op zichzelf al schadelijk.
De volgende ochtend verwees president Trump via Twitter naar Schiff als "Sleazy Adam Schiff", "het bevooroordeelde Congreslid dat naar Rusland kijkt". Trump noemde voorts het onderzoek naar de Russische inmenging "het excuus van de Democraten voor de verloren verkiezing", waarop Schiff via Twitter antwoordde dat het commentaar van de president "beneden de waardigheid van diens ambt" was.
Op 19 november 2018 attaqueerde president Trump Adam Schiff andermaal per tweet, waarin hij de achternaam van het Congreslid verbasterde tot het platvloerse Schitt. Trumps ergernis vloeide voort uit Schiffs kritiek op de vervanging van minister van Justitie Jeff Sessions door interim-procureur-generaal Matthew Whitaker, een openlijk criticus van het onderzoek naar de Russische inmenging in de presidentsverkiezing van 2016. Schiff reageerde met humor op Trumps tweet: "Wow, mijnheer de president, dat is een goede! Was dat net zo toen uw antwoord gaf op de vragen van mijnheer Mueller, of schreef u deze zelf?".

### Impeachment van president Donald Trump
Als voorzitter van de Inlichtingen-commissie van het Huis van Afgevaardigden, was Schiff een van de leidende onderzoekers in het impeachment-onderzoek naar het Trump-Oekraïneschandaal.
Na een aantal besloten verhoren startte op woensdag 13 november 2019 het officiële proces (de impeachment of afzettingsprocedure) tegen president Trump met het openbare verhoor van de topdiplomaten Bill Taylor en George Kent, die werkzaam waren in de hoofdstad Kiev, op 15 november gevolgd met een hearing van de op verdachte gronden ontslagen ambassadeur Marie Jovanovitsj. De verhoren van de Inlichtingencommissie werden geleid door Adam Schiff. Het Huis van Afgevaardigden besloot de impeachment tegen president Trump bij de Senaat aanhangig te maken. Het openbare proces ving in de Senaat aan op 21 januari 2020. Adam Schiff trad hierbij op als Lead Impeachment Manager namens het Huis van Afgevaardigden.
Het onderzoek en de impeachment spitsten zich toe tot de poging van president Trump om met hulp van zijn persoonlijke advocaat, Rudy Giuliani, de reguliere Amerikaanse diplomatieke kanalen in Oekraïne te manipuleren en omzeilen, zulks om te bereiken dat Volodymyr Zelensky, de president van het westelijke buurland van de Russische Federatie, "in het openbaar verklaart dat hij zijn kabinet opdracht heeft gegeven om een corruptieonderzoek te starten naar presidentskandidaat en voormalig vicepresident Joe Biden en diens zoon Hunter, de Bidens".
Als Lead House Manager (hoofdaanklager) voerde Schiff langdurig het woord tijdens de impeachment in de Senaat. Drie dagen op rij hield hij openingstoespraken van twee en een half uur. Hij slaagde er niet in in de Senaat een meerderheid te krijgen voor het standpunt getuigen te horen die rechtstreeks met Trump over de beweerde quid pro qui met president Zelensky zouden hebben gesproken. De aanklacht van misbruik van machtspositie werd op 6 februari 2020 met 52 tegen 48 stemmen verworpen.
Trump noemde Schiff in zijn overwinningsspeech de dag na de vrijspraak een 'vicious, horrible person'. Wie mogelijk schade ondervond van de impeachment was Joe Biden. Hij kwam bij de eerste voorverkiezing van de Democraten in Iowa niet verder dan een teleurstellende vierde plaats. Schiff zei na de vrijspraak van Trump dat deze een wraakzuchtig mens is en dat de geschiedenis niet positief over hem zal oordelen.

### Privé
Schiff en zijn vrouw Eve hebben twee kinderen.
Hij heeft deelgenomen aan talrijke duursport-evenementen, waaronder triatlons en marathons. Schiff was het enige Congreslid dat deelnam aan de openings-thriathlon 2010 in Washington en nam daarna deel aan andere wedstrijden in o.a. Philadelphia, New York en Malibu.
In 2014 was Schiff het eerste Congreslid dat deelnam in de AIDS/LifeCycle, een zevendaagse liefdadige wielerwedstrijd van San Francisco naar Los Angeles om bewustzijn te kweken en gelden bijeen te brengen voor het bestrijden van hiv en aids.
Schiff is veganist.
- Bibsys: 1634286305490
- Gemeinsame Normdatei: 1250779189
- International Standard Name Identifier: 0000 0000 3802 3815
- Library of Congress Control Number: n98045964
- SNAC: w60q1qsf
- Biographical Directory of the United States Congress: S001150
- Virtual International Authority File: 31310919
- WorldCat: E39PBJtRMmyKk3pDfkthYhcHG3